# 아드리안 벨류
아드리안 벨류(영어: Adrian Belew 에이드리언 벨류[*], 1949년 12월 23일 ~ )는 미국의 음악가, 작곡가, 음반 프로듀서이다. 기타리스트이자 가수로 주로 알려진 멀티 인스트루멘탈리스트인 벨류는 기타 연주에 대한 그의 특이하고 인상적인 접근으로 유명하며, 이는 표준 악기 음색에 의존하기 보다는 종종 동물이나 기계에 의해 만들어지는 음향 효과나 소음과 유사하다.
1981년부터 2009년까지 영국의 프로그레시브 록 밴드 킹 크림슨의 프런트맨이자 공동 기타리스트로서 가장 잘 알려진 벨류는 아일랜드 레코드와 애틀랜틱 레코드에서 거의 20장의 솔로 음반을 발매한 "믿을 수 없을 정도로 다재다능한 연주자"로 널리 알려져 있으며, 비틀즈에 영감을 받은 팝 록을 더 실험적인 것과 혼합하거나 교번하였다. 벨류는 간헐적으로 활동하는 팝 밴드인 베어스의 멤버이며 1970년대 후반과 1980년대 초에 자신의 밴드인 가가의 앞장을 섰다. 그는 프랭크 자파, 데이비드 보위, 토킹 헤즈, 킹 크림슨, 로리 앤더슨, 나인 인치 네일스 등과 함께 세션과 투어 음악가로 광범위하게 활동했으며, 폴 사이먼, 톰 톰 클럽 등의 히트 싱글에도 기여했다. 1989년 〈Oh Daddy〉로 톱 10 히트 싱글을 기록했고, 2005년 싱글 〈Beat Box Guitar〉는 베스트 록 인스트루먼트 퍼포먼스 부문에서 그래미 어워드 후보에 올랐다.
벨류는 또한 파커 기타와 협력하여 파커 플라이 시그니처 기타를 디자인하고, 자신의 iOS 모바일 앱인 "FLUX by Belew"와 "FLUX:FX"를 디자인하는 등 악기 디자인과 멀티미디어 분야에서 일해 왔다.

## 전기

### 초창기 생활 및 음악 성장
벨류는 켄터키주 커빙턴에서 중산층 가정에서 태어났다. 처음에 친구들과 반 친구들에게 "스티브 벨류"로 알려졌던 아드리안 벨류는 10대에 드럼을 연주했고(러들로 고등학교 행진 밴드와 함께 연주) 나중에는 고등학교 커버 밴드인 데넴스와 함께 연주했다. 지미 헨드릭스에게서 영감을 받아 그는 감염성 단핵구증으로 몇 달 동안 누워 있을 때 기타를 잡았다. 공식적인 음악 공부에는 마음이 내키지 않았지만, 벨류는 빠른 개발자였고 빠르게 고등학교의 기타 영웅이 되었다. 주로 음반을 들으며 독학한 그는 특정 기타 라인을 만드는 데 사용되는 스튜디오 속임수와 음향 조작에 대해 무지하여, 특이한 연주 기법과 효과와 치료에 대한 관심이 증가하는 것을 이용하여 직접 복제하는 방법을 찾아냈다. 연주자로서 성숙하고 다양한 연주 스타일을 마스터하는 동안, 벨류는 "다른 사람들과 같이 들리는" 것을 피하는 방법에 점점 더 몰두하게 되었다. 그는 마침내 자동차 경적, 동물 소음, 산업적인 사운드와 같은 기타 모방 음향 효과를 어떻게 만드는지를 배웠고 그 소리를 비교적 표준적인 노래에 적용함으로써 자신만의 사운드와 스타일을 찾았다.
1970년대 중반(그리고 이제 공식적으로 그의 이름을 "아드리안"으로 바꿨는데, 그는 항상 좋아하고 사용하고 싶어했다), 벨류는 테네시주 내슈빌로 이주하여 전문 음악가로서의 풀타임 경력을 추구하였다. 1977년까지 그는 지역적으로 인기 있는 커버 밴드 스위트하트와 함께 연주하고 있었지만, (27세) 그가 독창적인 음악으로 생계를 유지할 수 있는 기회를 놓쳤는지 궁금했다.

### 프랭크 자파
1977년, 내슈빌주의 패니즈 바에서 스위트하트 공연을 하던 중, 벨류는 운전기사에게 밴드의 재능에 대한 제보를 받은 프랭크 자파에 의해 발견되었다. 비록 베유는 1년 중 더 나은 기간 동안 오디션을 위한 공식 초청을 받지 못했지만, 자파는 벨류에게 다가가 다가오는 투어를 위해 오디션을 보는 것에 대해 의논했다. 이 기간 동안 스위트하트는 해체했다. 일단 공식적인 초대가 오자, 벨류는 로스앤젤레스로 날아가 더 공식적으로 훈련된 음악가들과 함께 오디션을 보고 있는 자신을 발견했다. 벨류는 첫 오디션을 망쳤다고 믿고 자파를 설득해 두 번째 오디션을 보게 했다. 벨류의 두 번째 오디션은 자파의 거실에서 진행된 좀 더 친밀한 일대일 체험이었다. 자파는 1년 동안 악수 거래에 벨류를 고용할 만큼 충분히 인상적이었다.
벨류는 자파 밴드와 함께 투어를 했으며, 1979년 자파의 음반 《Sheik Yerbouti》에 참여했으며, 특히 밥 딜런이 〈Flakes〉라는 곡에서 가장 두드러지게 흉내를 냈다. 그는 뉴욕 팔라듐에서 열린 1977년 10월 할로윈 주간 쇼의 문서인 자파의 1979년 콘서트 영화 《베이비 스네이크스》에도 출연했다. 자파와 함께 있는 동안, 벨류는 리드, 멜로디, 노이즈 라인 등을 연주하기도 했지만, 리듬 기타리스트로 주로 인정받았으며, 두 곡(〈Jones Crusher〉, 〈City of Tiny Lites〉)에서 리드 보컬을 맡았다. 벨류는 자파의 엄격한 리허설과 종종 기술적으로 까다로운 음악 때문에 자파의 밴드에서의 한 해를 음악 이론의 "파산 코스"로 묘사했고, "나는 프랭크 자파 록 학교에 다녔다"고 평했다.

### 데이비드 보위
음악가 겸 프로듀서 브라이언 이노의 추천으로, 독일 쾰른에서 열린 자파 콘서트를 본 데이비드 보위는 자파 투어가 끝나면 벨류를 고용하겠다고 제안했다. 벨류는 자파가 영화 《베이비 스네이크스》를 편집하는데 4개월을 보내려고 의도한 대로 이 제안을 받아들였다. 이후 1978년 보위의 Isolar II Tour에서 활동하였고, 더블 라이브 음반 《Stage》에서 활동하였으며, 보위의 다음 음반인 《Lodger》에도 기여하였다. 12년 후, 그는 보위와 함께 1990년 Sound+Vision Tour에서 음악 감독으로 활동하면서 기타와 노래도 연주했다.

### 토킹 헤즈, 가가 그리고 톰 톰 클럽
1980년, 벨류는 새로운 밴드 가가를 결성하여(당시 고향인 일리노이주 어배너에 근거지를 두고) 가수, 기타리스트, 작곡가, 드러머로 활동하였다. 지금까지 뉴욕을 자주 방문한 벨류는 또한 떠오르는 뉴 웨이브/아트 록 밴드 토킹 헤즈와 친구가 되었다. 그들의 대표곡인 〈Psycho Killer〉의 공연을 위해 이 밴드에 합류하도록 초대된, 벨류는 그의 거칠고 독특한 기타 솔로곡으로 그들을 감동시켰고 라이브 콘서트의 가끔 객원 연주자가 되었다. 이 무렵, 벨류는 스티브 라이히 콘서트에서 킹 크림슨의 기타리스트 로버트 프립도 만났다. 그 해 7월, 가가는 프립의 밴드인 리그 오브 젠틀맨을 위한 뉴욕 지역 콘서트를 열도록 초대받았다.
그와 동시에, 벨류는 토킹 헤즈와 프로듀서 브라이언 이노(브라이언 이노와 함께 《Lodger》에서 작업한 사람)에 의해 《Remain in Light》 음반의 여러 곡에 기타 솔로를 추가하였고, 이후 1980년 후반과 1981년 초에 투어를 위해 9곡으로 구성된 토킹 헤즈 라이브 밴드에 추가되었다. 이 콘서트는 DVD 《Live in Roma》와 1982년 라이브 음반 《The Name of This Band Is Talking Heads》의 후반부에 녹음되었다. 벨류는 토킹 헤즈에 참여하게 되어 밴드의 스핀오프 프로젝트에 참여하게 되었다. 그는 키보디스트 겸 기타리스트 제리 해리슨의 데뷔 음반 《The Red and the Black》과 데이비드 번이 트와일라 사프 댄스곡 《The Catherine Wheel》에 수록된 여러 곡에서 연주했다(다른 무엇보다도 기타 사운드를 "악성"으로 인정받았다).

### 솔로 경력
지금쯤 벨류의 상승세로 인해 그는 아일랜드 레코드와 솔로 음반 계약을 맺게 되었다. 톰 톰 클럽 데뷔 음반의 녹음 동안, 가가의 멤버들은 컴퍼스 포인트에서 벨류에게 합류했고, 벨류의 첫 번째 솔로 음반인 1982년 《Lone Rhino》의 결과를 가져올 일련의 병렬 세션에서 그를 지원했다. 이 음반은 다양한 가가곡의 본거지를 제공하였고, 지난 10년 동안 벨류의 다양한 작품들을 혼합하였는데, 그 중에는 스냅적이고 시끄러운 자파/번의 영향을 받은 곡들, 월드 뮤직에 손을 대는 것, 기타에 동물적/기계적 소리를 낼 수 있는 기회, 지미 헨드릭스나 비틀즈를 연상시키는 소닉 실험 등이 포함되어 있었다. 그것은 또한 벨류와 그의 4살 난 딸 오디의 악기 듀엣도 포함했다(후자는 어쿠스틱 피아노를 즉흥적으로 연주하며, 벨류가 기타 대위점을 추가함).

### 킹 크림슨
1981년부터 2009년까지 킹 크림슨의 가수이자 두 번째 기타리스트이자 프런트맨으로, 설립자 로버트 프립이 아닌 다른 사람이 킹 크림슨에서 가장 긴 종신 재직 기간 중 하나였다. 그는 그룹 활동에서 몇 번의 분열이나 폭력에도 불구하고 이 자리를 지켰고, 1990년대 초 프립이 가수 데이비드 실비언을 초대해 가능한 새로운 버전의 밴드를 이끌게 한 짧은 기간에도 불구하고 이 자리를 지켰다.
밴드에 대한 벨류의 참여는 그가 여전히 토킹 헤즈에 관여하는 동안 시작되었다. 가가와 데이비드 보위와의 협연에 감명을 받은 프립은 벨류에게 가수 겸 두 번째 기타리스트로 자신의 새로운 4부작 밴드에 합류할 것을 요청했다. 당시 베유는 토킹 헤즈뿐만 아니라 톰 클톰 럽 세션이 임박했고, 데뷔 솔로 음반 녹음에도 분주했다. 하지만, 그는 토킹 헤즈의 내부 정치가 결국 그를 편가르거나 방해할 것이라는 것을 깨달았다. 벨류는 토킹 헤즈에서 자신을 분리하고 프립에 합류하기로 선택했으며, 그와 함께 자신을 개발하고 표현할 수 있는 더 많은 기회를 가질 것이다. 새 밴드에 합류하기 위한 그의 조건 중 하나는 프리프가 동의한 자신의 새로운 솔로 경력을 계속 발전시키기 위한 시간을 허락하는 것이었다.
전 킹 크림슨 드러머 빌 브루포드와 뉴욕 세션의 에이스 토니 레빈이 베이스 기타와 채프먼 스틱을 통해 라인업을 완성했다. 처음 투어를 하는 동안, 밴드의 멤버들은 그들 자신의 이름을 킹 크림슨으로 바꿀 가능성에 대해 토론했다. 이것은 밴드의 원래 의도는 아니었지만, 모든 멤버들은 이것이 적절하고 유용할 것이라는데 대체로 동의했다. 이 때문에 벨류는 같은 기반에서 킹 크림슨 내에서 공식적으로 프립과 함께 연주한 최초의 기타리스트가 되었다(이언 맥도널드와 존 웨튼 둘 다 이전 킹 크림슨 녹음에 때때로 추가 기타를 기여했다). 그는 또한 자신의 모든 가사를 쓴 최초의 킹 크림슨 가수이기도 했다.
이름을 바꾼 밴드는 1981년 이후 잘 알려진 《Discipline》 음반을 발매하고 순회공연을 했으며, 벨류에게 더 많은 갈채를 보냈다. 그 후속작인 1982년 《Beat》는 녹음하기가 더 어렵다는 것이 입증되었다. 밴드의 작곡의 대부분을 책임지고 고급 그룹의 선두주자가 되는 것에 대한 추가적인 압력을 감당하면서, 벨류는 그룹의 접근 방식과 사운드를 놓고 프립과 말다툼을 벌였다. 의견 불일치는 대부분 해결되었고 밴드는 라이브 공연으로 성공을 계속했다. 그러나 1984년 《Three of a Perfect Pair》는 쓰기가 거북한 것으로 판명되었고, 킹 크림슨이 마침내 또 다른 성공적인 음반을 만들었지만(벨류의 프렛리스 기타 실험 포함), 프립은 1984년 밴드를 분할하기로 결정했다. 라이브 음반 《Absent Lovers: Live in Montreal》(1998년 음반으로 발매된 라디오 방송)은 그들의 마지막 공연에서 밴드를 완전히 사로잡았다.
당시 의견 차이에도 불구하고, 1981년부터 1984년까지 킹 크림슨의 멤버들은 1994년 벨류와 재결합할 수 있을 만큼 동지애와 상호 존경을 유지했고(두 번째 드러머 팻 마스텔로토와 워 기타리스트 트레이 건 추가), 벨레는 이 밴드의 가수, 기타리스트, 프런트맨으로 계속 활동했다. 6개의 곡으로 구성된 킹 크림슨은 성공적으로 투어를 했으며 1997년까지 함께 했으며, 《THRAK》 음반과 몇 개의 라이브 음반을 발매했다. 1997년 이후, 벨류는 여러 프로젝트에 참여했는데, 그는 주로 전자 드럼을 연주한 밴드의 중단 동안 활동한 일련의 기악적이고 실험적인 킹 크림슨 사이드 프로젝트에 참여하였다.
2013년 9월, 또 다른 4년 간의 밴드 활동을 중단한 후, 프립은 벨류를 포함하지 않은 새로운 7부작 킹 크림슨의 구성을 발표했다. 베유는 자신의 페이스북에 프릭이 프립이 새로운 버전의 밴드에 대해 생각하고 있는 것에 대해 "맞지 않을 것"이라고 말했다고 밝혔다.

## 악기 디자이너
벨류는 또한 파커 기타와 협력하여 자신의 파커 플라이 시그니처 기타를 디자인하는 데 도움을 주면서 악기 디자인 분야에서 일해왔다. 이 기타는 서스테이너 픽업과 라인 6 바릭스 기타 모델링 시스템 등 첨단 전자 기술이 포함된 표준 디자인과는 확연히 다르다. 또한 MIDI를 사용할 수 있어 MIDI 연결 기능을 갖춘 모든 신시사이저와 함께 사용할 수 있다.

## 다른 미디어에 나타나는 모양
벨류는 화학 전자회사 다이킨을 홍보하는 일본 광고에 잇따라 등장해 기타로 동물들의 소음을 모방하고 지휘자로 등장해 멤버 전원이 기타를 연주하는 교향곡을 지휘하고 있다.

## 음반 목록

### 스튜디오 음반
- Lone Rhino (1982년)
- Twang Bar King (1983년)
- Desire Caught By the Tail (1986년)
- Mr. Music Head (1989년)
- Young Lions (1990년)
- Inner Revolution (1992년)
- The Acoustic Adrian Belew (1993년)
- Here (1994년)
- The Experimental Guitar Series Volume 1: The Guitar as Orchestra (1995년)
- Op Zop Too Wah (1996년)
- Belew Prints: The Acoustic Adrian Belew, Vol. 2 (1998년)
- Salad Days (1999년)
- Side One (2004년)
- Side Two (2005년)
- Side Three (2006년)
- e (2009년)
- Pop-Sided (2019년)

### 라이브 음반
- Side Four (2007년)
- Live Overseas (2009년)

### 협업 음반
프랭크 자파
- Sheik Yerbouti (1979년)
- Baby Snakes (1983년)
- You Can't Do That on Stage Anymore, Vol. 6 (1992년)
- One Shot Deal (2008년)
- Hammersmith Odeon (2010년)

데이비드 보위
- Stage (1978년)
- Lodger (1979년)

토킹 헤즈 & 데이비드 번
- Remain in Light (1980년)
- The Catherine Wheel (1981년)
- The Name of This Band Is Talking Heads (1982년)

킹 크림슨
- Discipline (1981년)
- Beat (1982년)
- Three of a Perfect Pair (1984년)
- VROOOM EP (1994년)
- THRAK (1995년)
- The ConstruKction of Light (2000년)
- The Power to Believe (2003년)

허비 행콕
- Magic Windows (1981년)

조 코커
- Sheffield Steel (1982년)